# نيالاميد
نيالاميد هو مثبط أكسيداز أحادي الأمين لا عكوس وغير انتقائي من مجموعة الهيدرازين. استخدم مضادا للاكتئاب. سحبته فايزر قبل عقود بسبب مخطر تسببه بتسمم الكبد.